# Sotero Cabahug
Sotero B. Cabahug (Mandaue, 22 april 1891 – 15 december 1963) was een Filipijns jurist en politicus. Cabahug was rechter en lid van het Filipijns Huis van Afgevaardigden. Ook was hij minister van Publieke Werken in het kabinet van Sergio Osmeña en minister van Defensie in het kabinet van Ramon Magsaysay.

## Biografie
Sotero Cabahug werd geboren op 22 april 1891 in Mandaue in de provincie Cebu. Zijn ouders waren Narciso Cabahug en Cirila Barte, een stel van eenvoudige komaf. Cabahug studeerde na het voltooien van de Mandaue Public School en het Colegio Seminario de San Carlos in Cebu City aan het Colegio de San Juan de Letran in Manilla. Daar blonk hij uit en won diverse onderscheidingen. Aansluitend studeerde hij aan de University of Santo Tomas waar hij een Master-diploma jurisprudentie behaalde. 
Na zijn studietijd begon hij zijn carrière als jurist. Hij was justice of peace in Surigao van 1917 tot 1918 en assistent openbaar aanklager (fiscal) van Cebu van 1918 tot 1919. Van 1920 tot 1925 was hij raadslid van Mandaue. In 1928 werd hij gekozen in het Filipijns Huis van Afgevaardigden als afgevaardigde van het 2e kiesdistrict van Cebu. In 1931 werd hij herkozen. In zijn periode als afgevaardigde was hij andere initiatiefnemer van een wet die het niet respectvol omgaan met het volkslied strafbaar stelde. Aansluitend was hij van 1934 tot 1937 gouverneur van Cebu. In deze periode was hij onder andere verantwoordelijk voor de restauratie van het provinciehuis.
Na zijn periode als gouverneur was hij van 1938 tot 1945 rechter aan het Court of First Instance van Negros Oriental en Siquijor. In 1945 was hij kortstondig rechter aan eenzelfde rechtbank in Leyte. Ook assisteerde hij dat jaar president Sergio Osmeña. Van 1945 tot 1946 was hij minister van Publieke Werken en Communicatie in het kabinet van Osmena. Van 1952 tot 1954 was hij lid van de provinciale raad van Cebu en in 1954 was hij de hoogste baas van Economic Coordination. In 1954 volgde een benoeming tot minister van defensie in het kabinet van Ramon Magsaysay. In die periode zette hij zich onder andere in voor de versnelde bouw van het Veterans Memorial Medical Center en was hij verantwoordelijk voor de implementatie van het stimuleringsprogramma voor de ontwikkeling van het platteland als onderdeel van de strijd tegen de communistische beweging Hukbalahap.  Na twee jaar ministerschap werd hij in 1956 benoemd tot rechter van het Hof van beroep.
Cabahug overleed in 1963 op 72-jarige leeftijd. Hij was getrouwd met Vicenta Labucay en kreeg met haar negen kinderen.